# کوکوشنیک

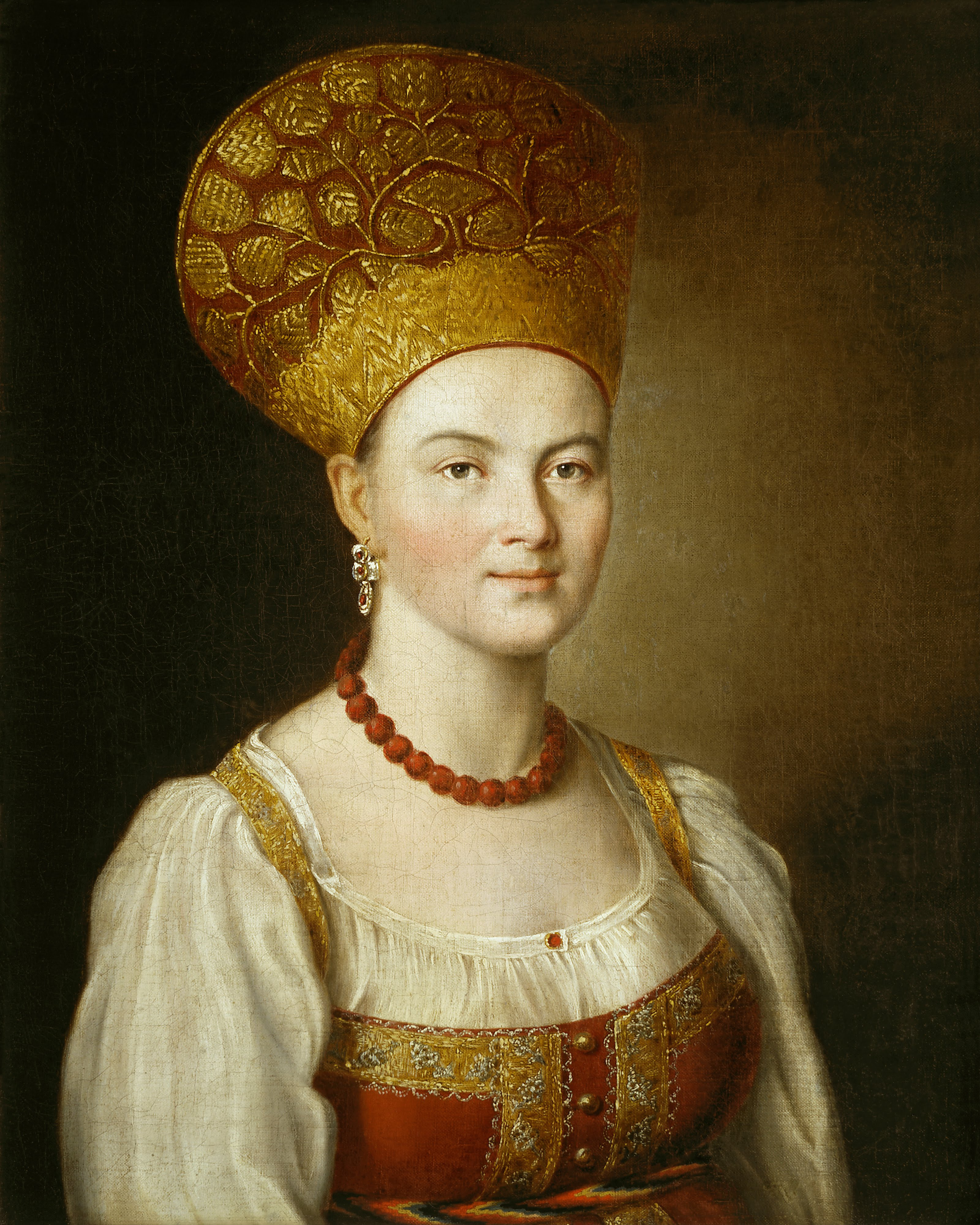
پرترۀ دختری ناشناس با لباس سنتی روسی، اثر: ایوان آرگونوف، ۱۷۸۴ میلادی، یک لباس سر بزرگ کوکوشنیک را به نمایش می‌گذارد

کوکوشنیک (به روسی: коко́шник) یک کلاه زنانه سنتی روسی است که زنان و دختران آن را به‌همراه سارافان می‌پوشند. این کلاه از قرن ۱۰ میلادی در شهر ولیکی نووگورود ساخته‌ شد و از قرن ۱۶ تا ۱۹ میلادی در شمال روسیه رواج زیادی داشته‌ است. این کلاه در بین زنان دربار و اشراف محبوبیت زیادی پیدا کرد و اکنون طرفداران چندانی ندارد.

## نمای کلی

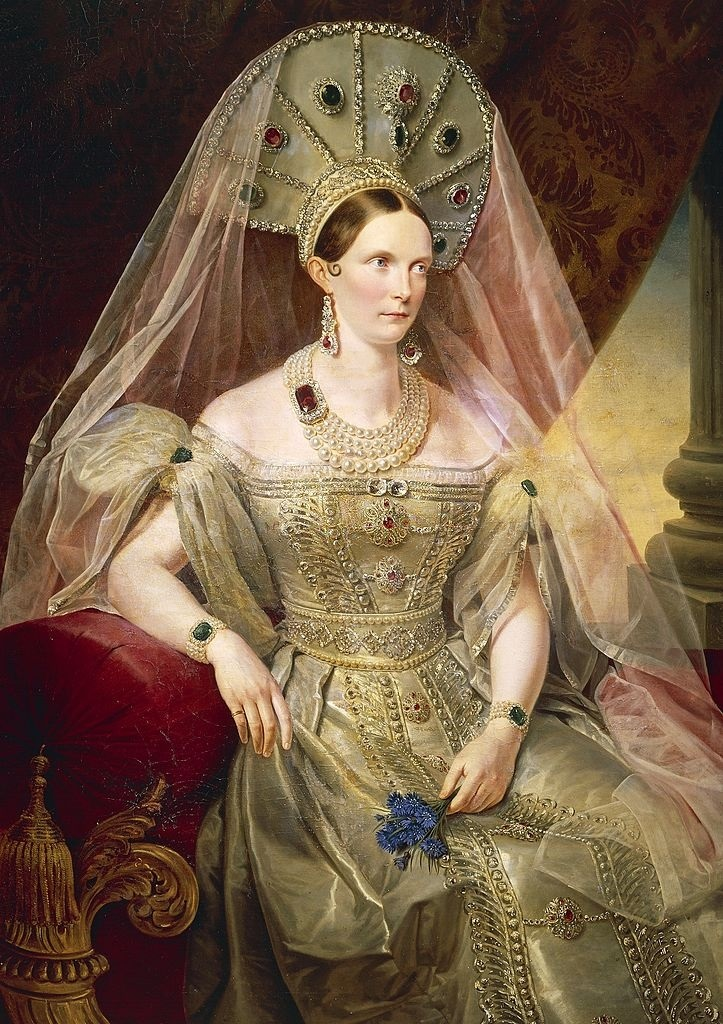
یک زن روسی با کلاه کوکوشنیک

از نظر تاریخی کوکوشنیک سرپوشی است که توسط زنان متأهل پوشیده می‌شود، اگرچه دوشیزگان نیز پوشش‌سری بسیار شبیه به کوکوشنیک می‌پوشیدند، اما در پشت باز است که به آن پوویازکا می‌گویند. کلمۀ کوکوشنیک طیف وسیعی از روسری‌هایی را توصیف می‌کند که در سرتاسر روسیه پوشیده می‌شوند، از جمله کلاه‌های استوانه‌ای ولیکی نووگورود، نیمبوس کیکای دو پر از ولادیمیر، کیکای مثلثی کوستروما، کلاه‌های مرواریدی کوچک کارگوپول، و کوکوشنیک‌های قرمز مایل به قرمز مسکو.
کوکوشینک نخستین بار برای پوشاندن موهای زنان متأهل روسی ساخته شد اما رفته رفته به عنوان زینت مهمانی‌ها مورد استفاده اشراف و حتی زنان طبقات پایین‌تر جامعه قرار گرفت.
بعضی از افراد روی کلاه را با تکه‌های جواهر و طلا طرح دار می‌کردند و زنان فقیرتر به نقاشی‌های ساده بسنده می‌کردند. یکی از نمونه‌های گران‌قیمتی که در موزه روسیه وجود دارد، دارای الماس، جواهر و سنگ‌های قیمتی است.

## تاریخ

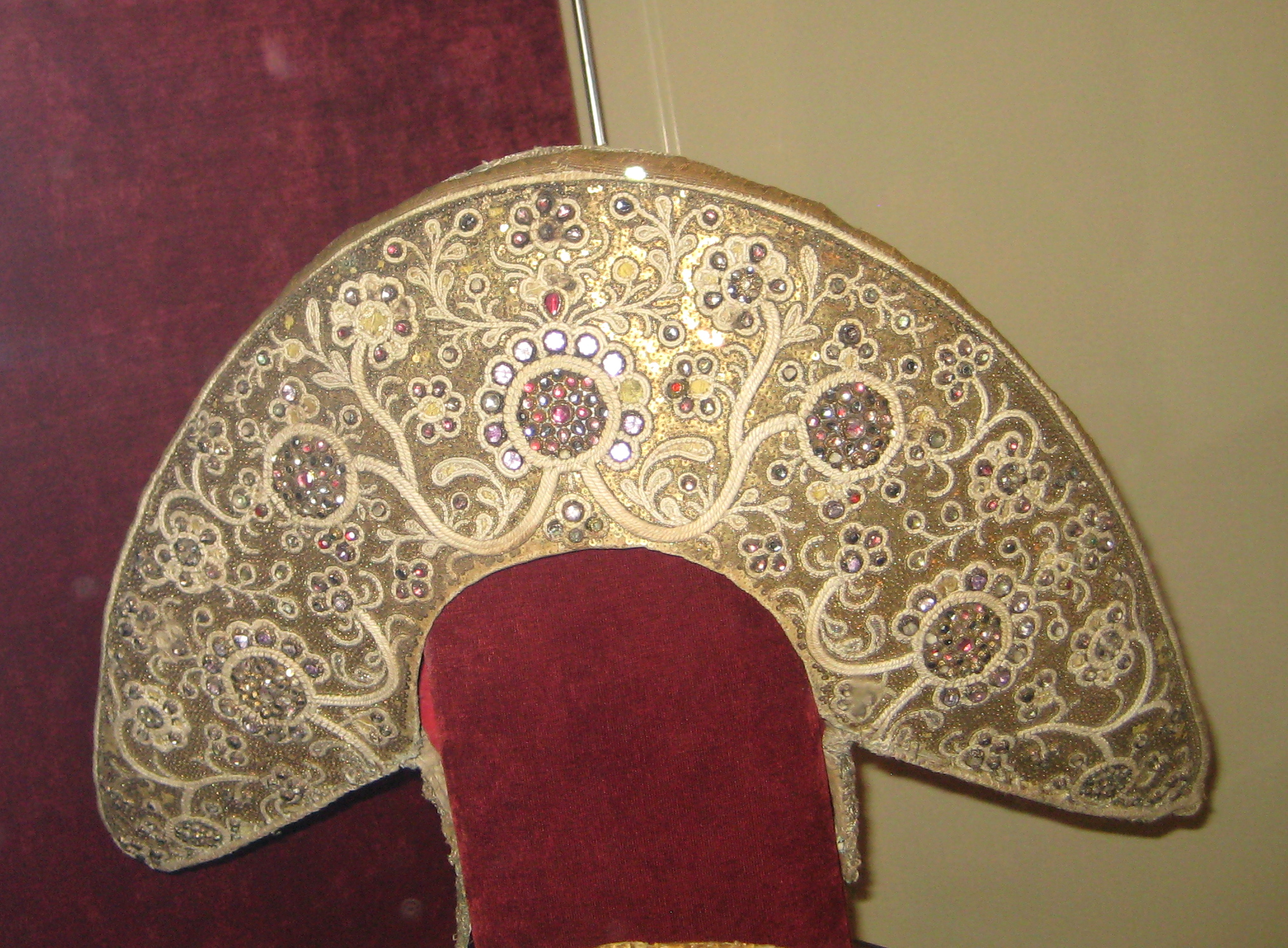
کوکوشنیک اواسط قرن ۱۹ میلادی از روسیۀ میانه

کلمۀ کوکوشنیک برای اولین بار در اسناد قرن شانزدهم میلادی آمده‌ است و از کلمۀ اسلاوی قدیمی کوکوش به معنی «مرغ» یا «خروس» آمده‌ است. با این حال، قدیمی‌ترین قطعات پوشش‌سرهایی از نوع مشابه (کلاه استوانه‌ای سفت و سخت که موها را کاملاً می‌پوشاند) در تدفین‌های قرن ۱۰ تا ۱۲ در ولیکی نووگورود پیدا شد.
طبق اسناد موجود، این کلاه برای نخستین بار در قرن ۱۲ برای پوشاندن موهای زنان متأهل طراحی شد و رفته رفته با مقبولیت خاصی مواجه شد.
در زمان احیای سنت‌های روسیه توسط حکومت وقت در قرن ۱۹ میلادی، این کلاه به عنوان پوشش رسمی اعضای خاندان سلطنی ثبت شد.